# Daniel Pérez (futbolista)
Daniel Pérez (nacido el 12 de abril de 1993 en Los Cardales, Buenos Aires, Argentina) es un jugador de fútbol. Juega de volante y salió de las inferiores del Club Atlético Colón de Santa Fe, que milita en la Primera División de Argentina.
Actualmente juega en Club Sportivo Baradero, equipo de la ciudad de Baradero.

## Clubes
| Club              | País      | Año       |
| ----------------- | --------- | --------- |
| Colón             | Argentina | 2012-2016 |
| Villa Dálmine     | Argentina | 2016      |
| Sportivo Baradero | Argentina | 2017      |

### Estadísticas
| Club                        | Temporada           | Liga | Liga | Copa Nacional | Copa Nacional | Copa Internacional | Copa Internacional | Total | Total |
| Club                        | Temporada           | PJ   | G    | PJ            | G             | PJ                 | G                  | PJ    | G     |
| --------------------------- | ------------------- | ---- | ---- | ------------- | ------------- | ------------------ | ------------------ | ----- | ----- |
| Colón Argentina             |                     |      |      |               |               |                    |                    |       |       |
| 2014                        | -                   | -    | 1    | 0             | -             | -                  | 1                  | 0     |       |
| Total                       | -                   | -    | 1    | 0             | -             | -                  | 1                  | 0     |       |
| Sportivo Baradero Argentina |                     |      |      |               |               |                    |                    |       |       |
| 2017                        | 11                  | 2    | -    | -             | -             | -                  | 11                 | 2     |       |
| Total                       | 11                  | 2    | -    | -             | -             | -                  | 11                 | 2     |       |
| Total en su carrera         | Total en su carrera | 11   | 2    | 1             | 0             | -                  | -                  | 12    | 2     |

## Palmarés

### Logros Deportivos
| Logro                      | Club  | País      | Año     |
| -------------------------- | ----- | --------- | ------- |
| Torneo de Reserva          | Colón | Argentina | 2012/13 |
| Ascenso a Primera División | Colón | Argentina | 2014    |